# Xavier Quevedo
Pour les articles homonymes, voir Quevedo.
Quevedo  Chinchilla est un nom espagnol. Le premier nom de famille, en général paternel, est Quevedo ; le second, en général maternel, souvent omis, est Chinchilla.
Xavier Antonio Quevedo Chinchilla (né le 21 janvier 1991) est un coureur cycliste vénézuélien.

## Biographie
Xavier Quevedo naît le 21 janvier 1991 au Venezuela.
Il entre en 2014 dans l'équipe Gobernación de Yaracuy-Androni.

## Palmarès et résultats

### Palmarès par année
- 2008[1]
  - 2e du championnat du Venezuela sur route juniors
- 2010
  - 3e étape du Tour du Zulia
- 2011
  - Vuelta al Estado Portuguesa :
    - Classement général
    - 1re et 2ea étapes

  - 3e du championnat du Venezuela sur route espoirs
- 2012
  -  Champion du Venezuela sur route espoirs
  - 5e étape du Tour de Barinitas
  - 5e étape de la Vuelta al Estado Portuguesa
  - 1re et 3e étapes du Tour de Santa Cruz de Mora
  - 3e étape du Tour de l'Aragua
  - 4e étape du Tour du Venezuela
  - 5e étape du Tour du Zulia
  - 3e du Tour du Zulia
- 2014
  -  Champion du Venezuela sur route
  - Classique de l'anniversaire de la fédération vénézuélienne de cyclisme
  - 3e étape du Tour de Margarita
- 2015
  - Clásico San José de Aguasay
  - 8e étape du Tour du Venezuela
- 2016
  - 9e et 10e étapes du Tour du Venezuela
- 2017
  - 3e étape de la Vuelta al Valle del Cibao
  - 2e et 10e étape du Tour du Venezuela
- 2018
  - 1re étape du Clásico Generalísimo Francisco de Miranda
  - Clásico El Manteco
- 2019
  - 5e étape du Tour de Miranda
  - 1re étape du Tour du Venezuela
- 2021
  - 5e étape du Tour du Venezuela
  - 3e du Tour du Zulia
- 2022
  - 3e étape du Tour du Táchira
  - 2e du championnat du Venezuela sur route

### Classements mondiaux
| Année                                 | 2011 | 2012 | 2013 | 2014 | 2015 | 2016  | 2017 | 2018  | 2019  | 2020 | 2021 | 2022 |
| ------------------------------------- | ---- | ---- | ---- | ---- | ---- | ----- | ---- | ----- | ----- | ---- | ---- | ---- |
| Classement mondial                    |      |      |      |      |      | 1664e | 798e | 1185e | 1586e | nc   | nc   | 651e |
| UCI America Tour                      | 101e | 14e  | 345e | 38e  | 135e | 307e  | 32e  | 94e   | 235e  | nc   | nc   | 57e  |
| UCI Africa Tour                       | nc   | nc   | nc   | nc   | nc   | 175e  | nc   | nc    |       |      |      |      |
|                                       |      |      |      |      |      |       |      |       |       |      |      |      |
| Légende : nc = non classéSource : UCI |      |      |      |      |      |       |      |       |       |      |      |      |